# Naturschutzgebiet Unteres Heckmersiepen

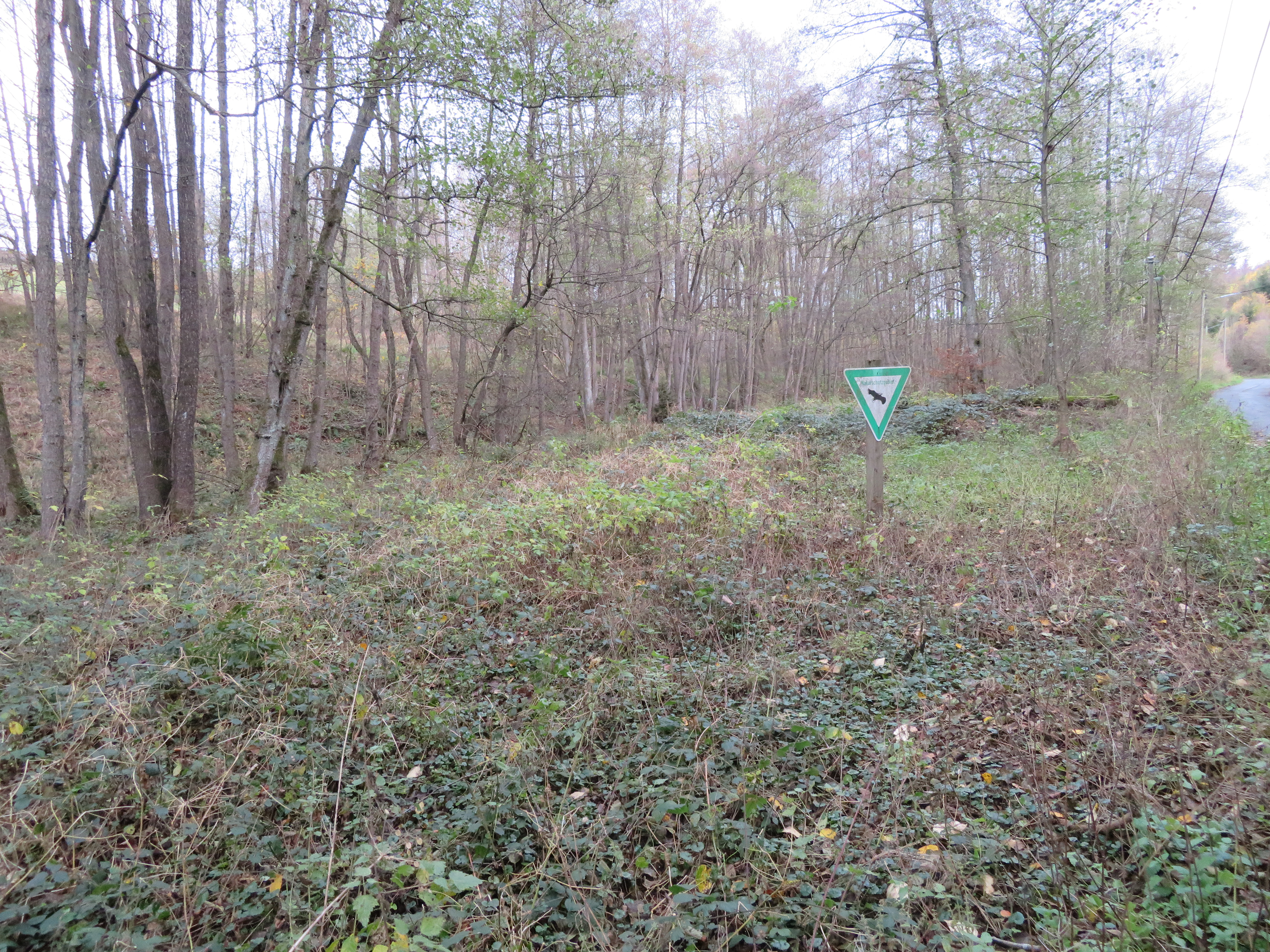
Naturschutzgebiet Unteres Heckmersiepen vom Südwesten gesehen

Das Naturschutzgebiet Unteres Heckmersiepen mit einer Größe von 1,4 ha liegt östlich von Stemel im Stadtgebiet von Sundern (Sauerland). Das Gebiet wurde 1993 mit dem Landschaftsplan Sundern durch den Kreistag des Hochsauerlandkreises erstmals als Naturschutzgebiet (NSG) mit einer Flächengröße von 1,8 ha ausgewiesen. Bei der Neuaufstellung des Landschaftsplanes Sundern wurde das NSG erneut ausgewiesen und etwas verkleinert. Das NSG grenzt südlich und östlich an das Landschaftsschutzgebiet Sundern und nördlich an das Landschaftsschutzgebiet Ortsrandlage Stemel. Das NSG liegt am östlichen Dorfrand. Im NSG befindet sich ein Wohnhaus.

## Gebietsbeschreibung
Es handelt sich um einen etwa 150 m langen Talausschnitt des naturnahen und überwiegend von einem Erlenufergehölz begleiteten Heckmersiepen-Bachlauf. Im östlichen Teil des NSG gehen die Erlen in ein Feldgehölz über. Im westlichen Teil liegt eine brachgefallene Nassweide. Der Talgrund wird von einem asphaltierten Feldweg durchzogen, der einen quellig-feuchten Fichten-Altbestand vom Rest des NSG abtrennt.

## Schutzzweck
Das NSG soll das Gebiet mit den dortigen Arten schützen. Wie bei allen Naturschutzgebieten in Deutschland wurde in der Schutzausweisung darauf hingewiesen, dass das Gebiet „wegen der Seltenheit, besonderen Eigenart und Schönheit des Gebietes“ zum Naturschutzgebiet wurde.